# Gorgonia venosa
Gorgonia venosa is een zachte koraalsoort uit de familie Gorgoniidae. De koraalsoort komt uit het geslacht Gorgonia. Gorgonia venosa werd in 1855 voor het eerst wetenschappelijk beschreven door Valenciennes. 